# Onfly
Onfly é uma startup brasileira de viagens corporativas criada em Belo Horizonte, Minas Gerais. A empresa começou suas operações em outubro de 2018 pelos sócios Marcelo Linhares e Elvis Soares, dentro do ecossistema de inovação San Pedro Valley. 
Os empreendedores brasileiros que identificaram uma lacuna no mercado de gestão de viagens corporativas. A solução proposta foi pensada para que empresas superassem desafios no gerenciamento de suas viagens de negócios. Um dos sócios explica que a empresa é como se fosse a Decolar.com para empresas.
Com a pandemia do Sars-Cov-2 no ano de 2022, a empresa quase encerrou suas atividades. Apesar da redução de deslocamento, empresas de setores como da construção civil e agronegócio continuaram realizando viagens, o que manteve a startup em funcionamento. 
Ainda em 2021, um aporte financeiro da Cedro Capital impulsionou a startup. No mesmo ano, a empresa triplicou o número de funcionários e, em 2022, dobrou a quantidade novamente.
Também em 2022, a startup mineira foi reconhecida em diferentes premiações: foi considerada uma das 150 melhores empresas para trabalhar no Brasil pela GPTW, a melhor Travel Tech do Brasil pelo ranking da 100OpenStartups, entre outros.
A empresa tambem foi selecionada pela Endeavor, em 2022, para um programa de mentoria .
Em 2023, a empresa expandiu as operações em Belo Horizonte com mais um escritório na região da Savassi e em São Paulo, com novo escritório na Vila Olímpia.